# Narodowy Komitet Olimpijski i Stowarzyszenie Sportu Islandii
Narodowy Komitet Olimpijski i Stowarzyszenie Sportu Islandii (isl. Íþrótta- og Ólympíusamband Íslands) – stowarzyszenie związków i organizacji sportowych z siedzibą w Reykjavíku, zajmujące się organizacją udziału reprezentacji Islandii w igrzyskach olimpijskich i europejskich oraz upowszechnianiem idei olimpijskiej i promocją sportu, a także reprezentowaniem islandzkiego sportu w organizacjach międzynarodowych, w tym w Międzynarodowym Komitecie Olimpijskim.

## Historia
Samo Stowarzyszenie Sportu Islandii (Íþróttasamband Íslands) powstało 28 stycznia 1912 roku, tuż przed Igrzyskami Olimpijskimi w 1912, na których sportowcy islandzcy wystartowali - choć Islandia nie była jeszcze niepodległym państwem. Islandzki Narodowy Komitet Olimpijski powstał kilka lat później, bo 29 września 1921 roku, niemniej aż do Igrzysk Olimpijskich w roku 1936, Komitet nie brał udziału w Igrzyskach Olimpijskich. Pierwszy występ sportowców islandzkich organizowany przez ich Narodowy Komitet Olimpijski miał bowiem miejsce dopiero na Igrzyskach w Berlinie, po uznaniu islandzkiego komitetu przez Międzynarodowy Komitet Olimpijski - podczas 34 sesji MKOl w Oslo w dniu 11 stycznia 1935 roku. W dniu 1 listopada 1997 Islandzki Narodowy Komitet Olimpijski połączył się ze Stowarzyszeniem Sportu Islandii.

## Członkowie
- Badmintonsamband Íslands (BSÍ)
- Blaksamband Íslands (BLÍ)
- Borðtennissamband Íslands (BTÍ)
- Dansíþróttasamband Íslands (DSÍ)
- Fimleikasamband Íslands (FSÍ)
- Frjálsíþróttasamband Íslands (FRÍ)
- Glímusamband Íslands (GLÍ)
- Golfsamband Íslands (GSÍ)
- Handknattleikssamband Íslands (HSÍ)
- Landssamband hestamannafélaga (LH)
- Íshokkísamband Íslands (ÍHÍ)
- Íþróttasamband fatlaðra (ÍF)
- Júdósamband Íslands (JSÍ)
- Karatesamband Íslands (KAÍ)
- Knattspyrnusamband Íslands (KSÍ)
- Kraftlyftingasamband Íslands (KRA)
- Körfuknattleikssamband Íslands (KKÍ)
- Lyftingasamband Íslands (LSÍ)
- Mótorhjóla- og snjósleðaíþróttasamband Íslands (MSÍ)
- Siglingasamband Íslands (SÍL)
- Skautasamband Íslands (ÍSS)
- Skíðasamband Íslands (SKÍ)
- Skotíþróttasamband Íslands (STÍ)
- Skylmingasamband Íslands (SKY)
- Sundsamband Íslands (SSÍ)
- Taekwondósamband Íslands (TKÍ)
- Tennissamband Íslands (TSÍ)